# Rawhajpoutalah
Rawhajpoutalah est un royaume imaginaire dans Les Aventures de Tintin qui se situe en Inde, alors colonie britannique. Cet État est régi par le Maharadjah de Rawhajpoutalah et apparaît dans les albums Les Cigares du pharaon et Le Lotus bleu. 

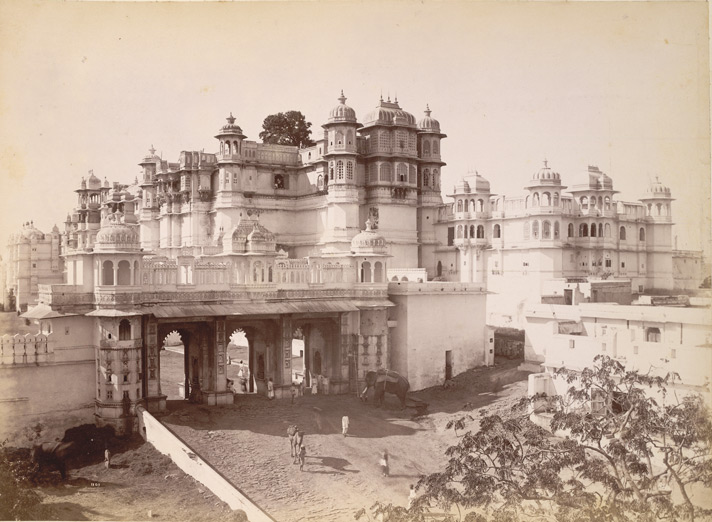
Palais, jardin et éléphant à Udaipur (Rajasthan), 1895.

Hergé a probablement été inspiré par le Rajasthan, également appelé Rajputana. En examinant la carte montrée dans la première version du Lotus bleu, cet état est situé au nord de Delhi (au sud de laquelle fut bâtie la capitale indienne, New Delhi), près de la frontière d'alors avec le Tibet.

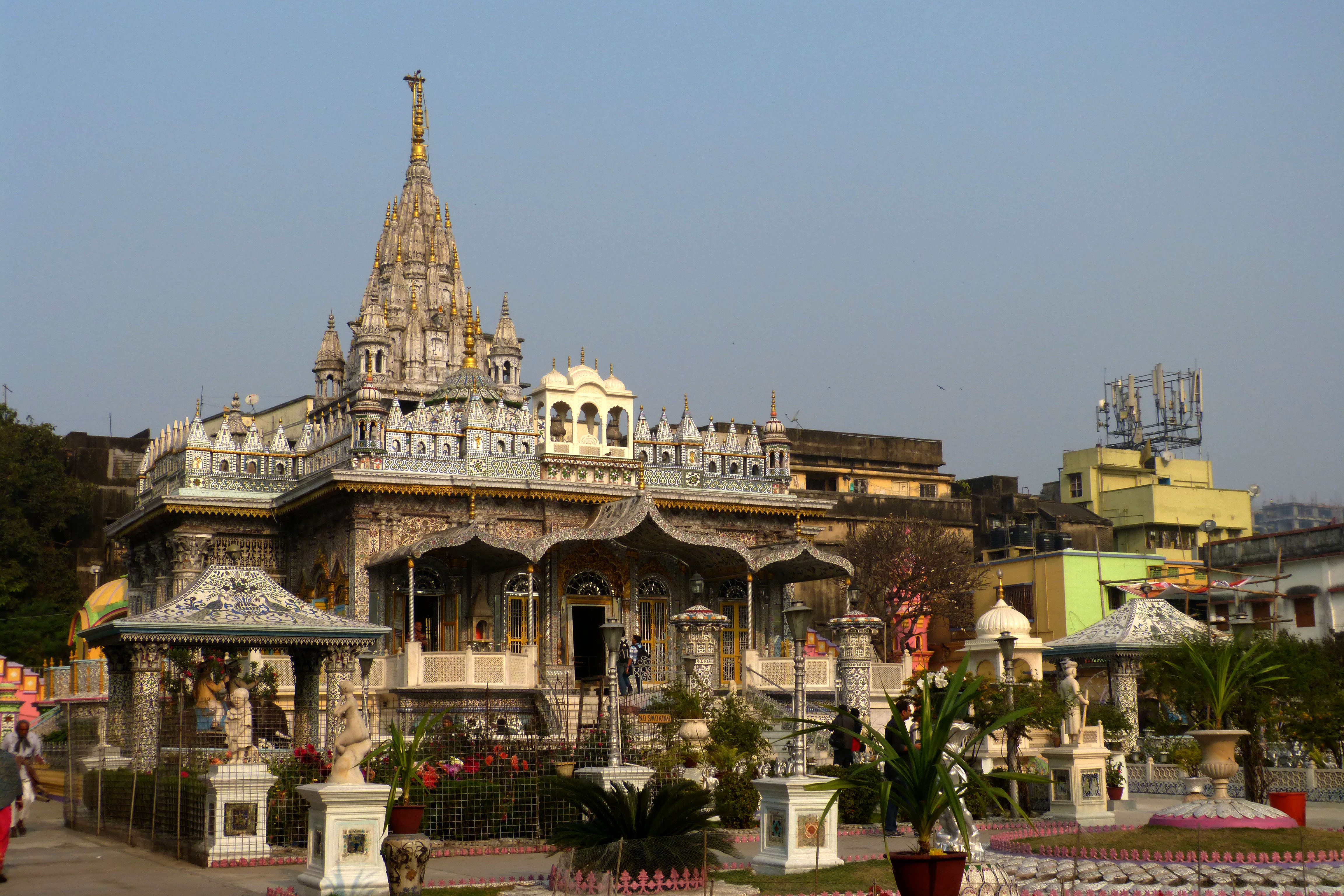
Temple jain à Calcutta, 2014.

Il se trouve donc au pied de l'Himalaya, à proximité de montagnes à travers lesquelles Tintin poursuivra les kidnappeurs du fils du maharadjah. On y trouve aussi une jungle où vivent des éléphants.
Le bâtiment du palais montré au début du Lotus bleu est inspiré d'une carte postale figurant le temple de Parshwanath (en). Ce temple jaïn bâti en 1867 se trouve à Calcutta.

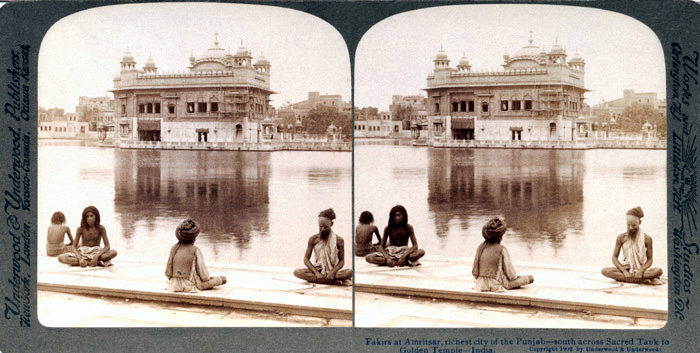
Fakirs près du Temple d'or d'Amritsar, 1908.

Plusieurs fakirs y exercent leurs prodiges habituels : voyance, hypnose, planche à clous, lévitation, ou grimper à une corde magique (en) qui tient debout toute seule. Ils détiennent aussi le secret du radjaïdjah, le « poison qui rend fou », dont plusieurs victimes sont internées à l'asile psychiatrique local.
Rawhajpoutalah est au cœur d'un trafic de drogue international. En effet c'est ici que de l'opium est cultivé avant d'être envoyé à l'intérieur de cigares (fabriqués en Égypte) dans le monde entier.  
Les colons britanniques y sont aussi présents, comme celui installé dans un bungalow chez qui le journaliste passe une soirée mouvementée.  
Concernant le transport ferroviaire, l'état est desservi par l'Indian Railways (comme l'indique une affiche de la gare), reliant par exemple les villes de Sehru et Arboujah.